# Saint-Aubin-de-Courteraie
Saint-Aubin-de-Courteraie település Franciaországban, Orne megyében. Lakosainak száma 130 fő (2022. január 1.). Saint-Aubin-de-Courteraie Mahéru, Sainte-Scolasse-sur-Sarthe, Champeaux-sur-Sarthe, Moulins-la-Marche, Le Plantis, Saint-Agnan-sur-Sarthe, Saint-Germain-de-Martigny, Saint-Martin-des-Pézerits és Saint-Ouen-de-Sécherouvre községekkel határos.

## Népesség
A település népessége az elmúlt években az alábbi módon változott:
| Lakosok száma | 137  | 135  | 132  | 132  | 131  | 131  | 130  | 130  |
|               | 2013 | 2015 | 2017 | 2018 | 2019 | 2020 | 2021 | 2022 |